# Zračna luka Poznanj-Ławica
Zračna luka Henryk Wieniawski Poznanj-Ławica (puno ime na poljskom: Port Lotniczy Poznań-Ławica im. Henryka Wieniawskiego) (IATA kod: POZ, ICAO kod: EPPO)  izgrađena je 1913., te je jedna od najstarijih zračnih luka u Poljskoj. Nalazi se 5 km zapadno od centra grada Poznanja. Ime zračne luke je kombinacija grada Poznanja i Ławice dio gradske četvrti Grünwald (zračna luka nalazi se u okrugu Jeżyce) te Henryka Wieniawskog poljskog violiniste i skladatelja. Zračna luka koristi se za međunarodne i domaće letove, prijevoz tereta te civilno zrakoplovstvo. Novi terminal otvoren je 2001 i može primiti do 1,5 milijuna putnika godišnje.

## Vanjske poveznice
- Zračna luka Poznanj-Ławica  Arhivirana inačica izvorne stranice od 11. kolovoza 2020. (Wayback Machine)